# Elezioni locali in Corea del Nord del 1989
Le elezioni delle assemblee popolari provinciali, municipali, cittadine, delle contee e dei distretti in Corea del Nord del 1989 si tennero il 19 novembre. 
Furono eletti 29 535 deputati delle assemblee popolari provinciali, municipali, delle contee e dei distretti.
L'affluenza fu del 99,73% e i candidati ricevettero un tasso di approvazione del 100%.